# 爆笑野郎 大事件
『爆笑野郎 大事件』（ばくしょうやろう だいじけん）は、1967年制作の日本映画。

## 上映データ
| 公開日 上映時間 | 1967年（昭和42年） | 10月18日     | 日本         | 83分         |
| サイズ          | カラー             | 東宝スコープ | 東宝スコープ | 東宝スコープ |

## キャスト
- 晴乃チック
- 晴乃タック（現・高松しげお）
- 高橋紀子
- 豊浦美子
- 桂米丸
- 春川ますみ
- 有島一郎

## スタッフ
| 製作              | 安達英三朗       |
| 脚本              | 長瀬喜伴、新井一 |
| 音楽              | 神津善行         |
| 撮影              | 中井朝一         |
| 美術              | 竹中和雄         |
| 録音              | 吉岡昇           |
| 照明              | 大野晨一         |
| 編集              | 岩下広一         |
| スチール          | 岩井隆志         |
| 合成              | 三瓶一信         |
| 監督              | 鈴木英夫         |
| 映像制作 スタジオ | 東宝撮影所       |
| 配給              | 東宝             |

## 同時上映
『青春太郎』
- 原作・脚本：田波靖男／監督：中平康／主演：石坂浩二

『東京ユニバーシヤード』
- 脚本・監督：小笠原基生／ドキュメンタリー映画／文部省選定